# Cristina Rubalcava
Cristina Rubalcava (San Ángel, Ciudad de México) es una pintora mexicana.
Comenzó a dibujar a la edad de dos años. Ha participado en diversas exposiciones de grupo y ha hecho más de cincuenta exposiciones individuales en Europa, Asia, América Latina y en los Estados Unidos.
Su obra pictórica está presente en los más importantes museos y salas de exposiciones: Museo de Arte Moderno y el Museo del muelle Branly en París,  la Fundación Miró, el Museo Tamayo en México, el Museo MARCO de Monterrey, El Museo de Arte Popular, el Museo Ralli en Punta del Este o la Fundación Comillas, en Cantabria, España, entre otros.
Sus pinturas murales se encuentran en la Maison de l’Amérique Latine en París, en el Bosque de Chapultepec en México, en el Puerto de Veracruz en homenaje al poeta y compositor Agustín Lara, en Acapulco para ilustrar las canciones de la Costa Chica Hotel Elcano, Puerto de Veracruz, Gavea, Brasilia, Portugal o la Basílica de Guadalupe  en México.
Se encuentra también en Huatulco-Oaxaca para representar la fiesta tradicional de la Guelaguetza, ilustrando las ofrendas del día de los muertos.
Carlos Fuentes, Alain Jouffroy, Jean d'Ormesson, Fernando del Paso, Michel Nuridsany, Jean-Marie Le Clézio, Severo Sarduy, Joyce Mansour, Sami Nair, entre otros, han escrito sobre la obra de Cristina Rubalcava, quien divide su tiempo entre los murales, los bronces, el dibujo y la cerámica.
Desde l970 vive y trabaja entre París e Ibiza.